# Nazionale di atletica leggera di Saint Kitts e Nevis
La nazionale di atletica leggera di Saint Kitts e Nevis è la rappresentativa di Saint Kitts e Nevis nelle competizioni internazionali di atletica leggera riservate alle selezioni nazionali.

## Bilancio nelle competizioni internazionali
La nazionale nevisiana di atletica leggera vanta 7 partecipazioni ai Giochi olimpici estivi su 29 edizioni disputate, non avendo però conquistato nessuna medaglia.
Ai Campionati del mondo di atletica leggera Saint Kitts e Nevis ha invece conquistato una medaglia d'oro e quattro di bronzo; ogni medaglia porta la firma del velocista Kim Collins, campione mondiale dei 100 metri piani a Parigi Saint-Denis 2003, nonché medaglia di bronzo nel 2001 dei 200 metri piani, nel 2005 dei 100 m piani e nel 2011 nuovamente dei 100 m piani e della staffetta 4×100 metri, con i compagni di squadra Jason Rogers, Antoine Adams e Brijesh Lawrence.
Anche le medaglie conquistate dalla nazionale caraibica ai Mondiali indoor sono state vinte da Kim Collins, entrambe nei 60 metri piani, nelle edizioni del 2003 e del 2008.